# Zoccoletti olandesi
Zoccoletti olandesi (Heidi) è un film del 1937 diretto da Allan Dwan, basato sul romanzo per ragazzi Heidi di Johanna Spyri.

## Trama
La piccola Heidi è un'orfanella di sette anni che ha perso i genitori, Greta e Tobia, all'età di un anno e che da allora abita a Mayenfeld, nelle Alpi Svizzere, con la zia materna Dete che non prova nessun affetto per lei. Quando la zia trova lavoro a Francoforte conduce Heidi presso lo scontroso nonno, Adolph Kramer, che abita in una baita ai margini del paesino di Dorfli. Il nonno è un uomo burbero e misantropo che non tollera la compagnia di nessuno, e che da molti anni non frequenta nessuno del paese. Col passare dei giorni Adolph si affeziona alla piccola pur rifiutando di farle frequentare la chiesa e la scuola come chiesto dal pastore della chiesa di Dorfli e dalla maestra.
Heidi fa amicizia col capo capraio, Peter, e con sua nonna Hanna. Il nonno alla fine capisce quanto importante sia per Heidi il poter socializzare e così, dopo averle insegnato a leggere, inizia a portarla in chiesa e gli abitanti di Dorfli accettano di riaccogliere Adolph tra loro. All'inizio di dicembre, nel giorno del suo ottavo compleanno, Dete rapisce Heidi e la porta a Francoforte a fare la dama da compagnia a Klara Sesemann, una ragazzina invalida costretta a stare sulla sedia a rotelle a causa di un incidente subito l'anno prima. Oltre che con Klara, Heidi fa amicizia col maggiordomo Andrew, mentre la governante di casa Sesemann, la signorina Rottenmeier, critica e ostacola Heidi, la quale, sentendosi estranea all'ambiente della grande città, tenta anche la fuga per tornare dal suo amato nonno e dalle sue amate montagne.
Il giorno di Natale il padre di Klara torna a casa e la figlia gli fa una bella sorpresa: grazie all'aiuto e all'incoraggiamento di Heidi, la ragazzina si è esercitata ed ha ripreso a camminare; Heidi coltivava la speranza che il signor Sesemann le permettesse di tornare a casa ma egli le dice che intende adottarla e che non tornerà dal nonno, il quale in quello stesso giorno di Natale arriva a Francoforte per cercare Heidi ma il suo aspetto e il suo comportamento insospettiscono i gendarmi che lo arrestano. Heidi ha distrutto i piani della signorina Rottenmeier che sperava di restare a casa Sesemann ancora per molto tempo mentre con la guarigione di Klara la sua presenza è ormai superflua: l'ex governante decide di vendicarsi e durante la notte conduce Heidi fuori casa con l'inganno portandola dagli zingari per venderla a loro. Il nonno, fuggito di prigione, la porta in salvo e Heidi convince la polizia della buona fede del vecchio. Infine Heidi e il nonno tornano a Dorfli, dove Klara li andrà a trovare.

## Distribuzione
Il film è uscito negli USA il 15 ottobre 1937.